# Initiation/Protection
Initiation/Protection è un singolo del gruppo musicale statunitense Crosses, pubblicato il 18 marzo 2022.

## Descrizione
I due brani rappresentano il primo materiale inedito a distanza di otto anni dall'album omonimo del duo, senza contare le cover di The Beginning of the End e Goodbye Horses uscite rispettivamente nel 2020 e nel 2021.
Sebbene sia Initiation che Protection si caratterizzano per le sonorità tipicamente rock elettronico, il primo risulta influenzato dal dream pop e unito a un riff di chitarra e vari campionamenti che il polistrumentista Shaun Lopez ha realizzato nel corso degli anni, mentre il secondo ha uno stile riconducibile ai lavori dei Depeche Mode.

## Video musicale
In concomitanza con il lancio del doppio singolo, i Crosses hanno reso disponibile il video per Initiation e un visualizer di Protection, che hanno entrambi come protagonista Thais Molon, apparsa in passato anche nei video di Bitches Brew e The Epilogue, brani tratti da Crosses.
Il 12 aprile anche Protection ha ricevuto un proprio video musicale.

## Tracce
1. Initiation – 4:05
2. Protection – 3:49